# Morpho polyphemus
A Morpho polyphemus a rovarok (Insecta) osztályának lepkék (Lepidoptera) rendjébe, ezen belül a tarkalepkefélék (Nymphalidae) családjába tartozó faj.

## Előfordulása
A Morpho polyphemus előfordulási területe főleg Mexikóban van, azonban Közép-Amerikán keresztül, délfelé egészen Costa Ricáig is lehatol.

## Megjelenése
Egyike azoknak a ritka Morpho-fajoknak, melyek nem kék szárnyúak, hanem fehérek. Szárnyainak mindkét fele hófehér, halvány barna mintázattal. A hátsó szárnyak aljának a végén egy sornyi pont látható. Mivel a Morpho luna is fehér, egyes biológusok a szóban forgó lepke alfajának tekintik.

## Életmódja
A hernyó a szappanfafélékhez (Sapindaceae) tartozó Paullinia pinnatával, valamint a pillangósvirágúak (Fabaceae) közé sorolt Inga-fajokkal táplálkozik.

## Képek

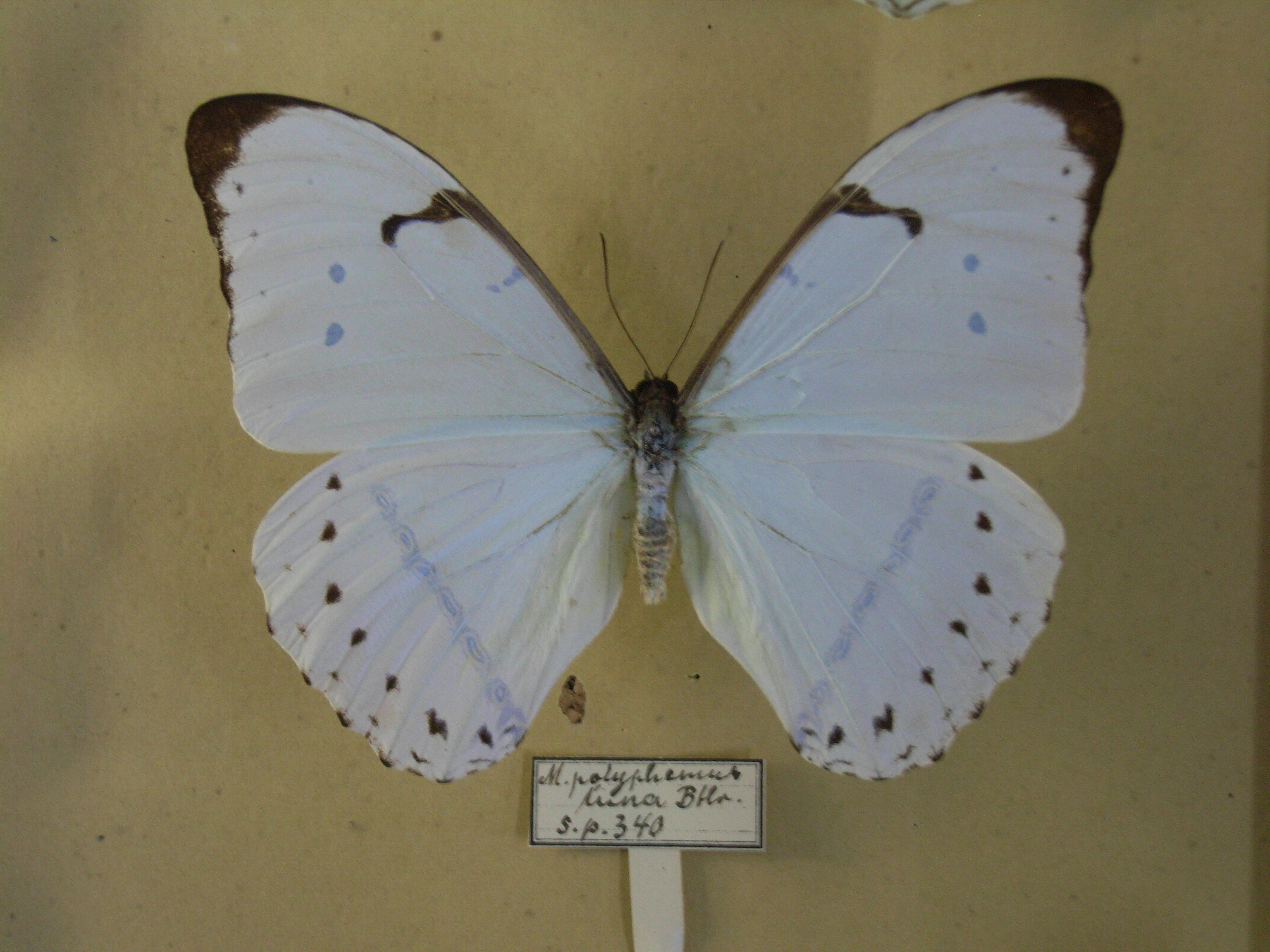
fentről és
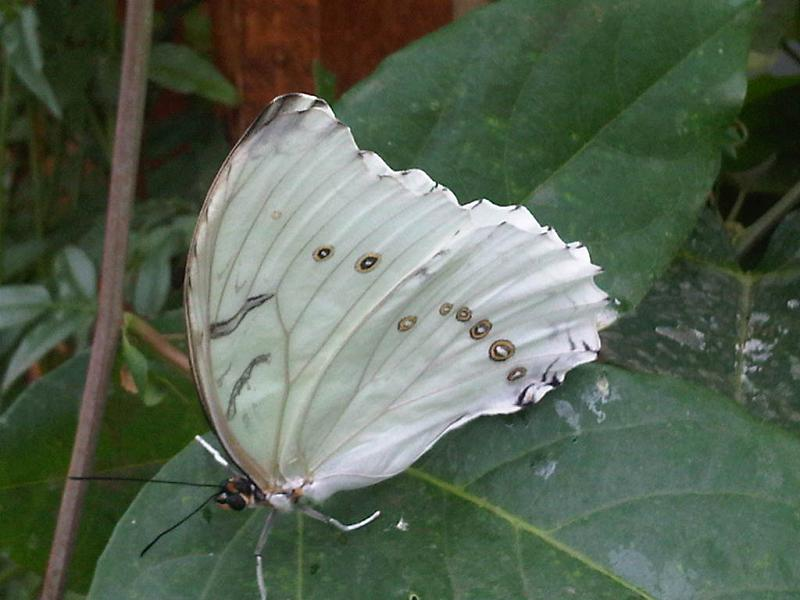
oldalról

### Fordítás
Ez a szócikk részben vagy egészben  a   Morpho polyphemus című angol Wikipédia-szócikk ezen változatának fordításán alapul.  Az eredeti cikk szerkesztőit annak laptörténete sorolja fel. Ez a jelzés csupán a megfogalmazás eredetét és a szerzői jogokat jelzi, nem szolgál a cikkben szereplő információk forrásmegjelöléseként.